# Lundarv
Lundarv (Stellaria nemorum) är en ört i släktet stjärnblommor. Lundarv är en spenslig ört med ett upprätt, delvis klängade växtsätt. Stjälken blir upp till 30–50 centimeter lång och blommorna är vita. Lundarv trivs på fuktig mark och förekommer allmänt i skogsmarker och trädlundar över större delen av Europa. Den saknas dock på Irland, Färöarna och Island.

## Etymologi
Lundarvens artepitet, nemorum, har betydelsen "växande i lundar". Benämningen lundarv återfinns i litteratur från 1863 (Alcenius, Finlands kärlväxter). Ett äldre namn på lundarv som tidigare var vanligt i botanisk litteratur är lundstjärnblomma (Thedenius, 1871). Andra äldre namn på lundarv som uppgetts i olika floror är Vild Hönsgräs thet större och Stort Skogshönsegräs (Rudbeck d.y 1685, Bromelius 1694), Stort Vatnarfve och Jordarfve (Linder, 1716) och skogsstjärnblomma (Liljeblad, 1816).